# Lady Sovereign
Луиза Аманда Харман (англ. Louise Amanda Harman; родилась 19 декабря 1985), более известная под псевдонимом Lady Sovereign — британская рэперша и исполнительница грайма. Сама певица видит причины своего успеха в использовании музыкальных стилей, в которых доминируют чернокожие исполнители. В 2010 году она появилась в седьмом сезоне британской версии программы «Большой брат».

## Юность и семья
Луиза родилась в 1985 году, в семье Колина Адьна Хармана и Николь Парсонс (в девичестве Вуд), в северо-западном районе Лондона — Уэмбли. Она выросла в районе, застроенном муниципальным жильём, вместе с родителями, двумя братьями и старшей сестрой Хлоей Кристи (род. в 1984 г.) и младшим братом Ричи Колином (род. в 1987 г.). Родители Луизы были поклонниками панк-рока, и поэтому она имела доступ к широкому диапазону городской музыки, включая панк, ска, джангл, биг-бит и R&B.
Луиза была сорванцом, обожала играть в футбол, при этом не любя носить платья. Она имела проблемы с учёбой и из-за плохого поведения и оценок в 15 лет покинула Preston Manor High School. После смены нескольких работ Луиза решила сменить свои планы, когда услышала на радио рэп в исполнении Ms. Dynamite: «Когда я услышала в 2001 году трек Ms Dynamite 'Boooo!' , он вдохновил меня. До этого я не слышала женщин-MC… она настоящая… её присутствие… образ… как она это делает… она открыла так много дверей для девушек».

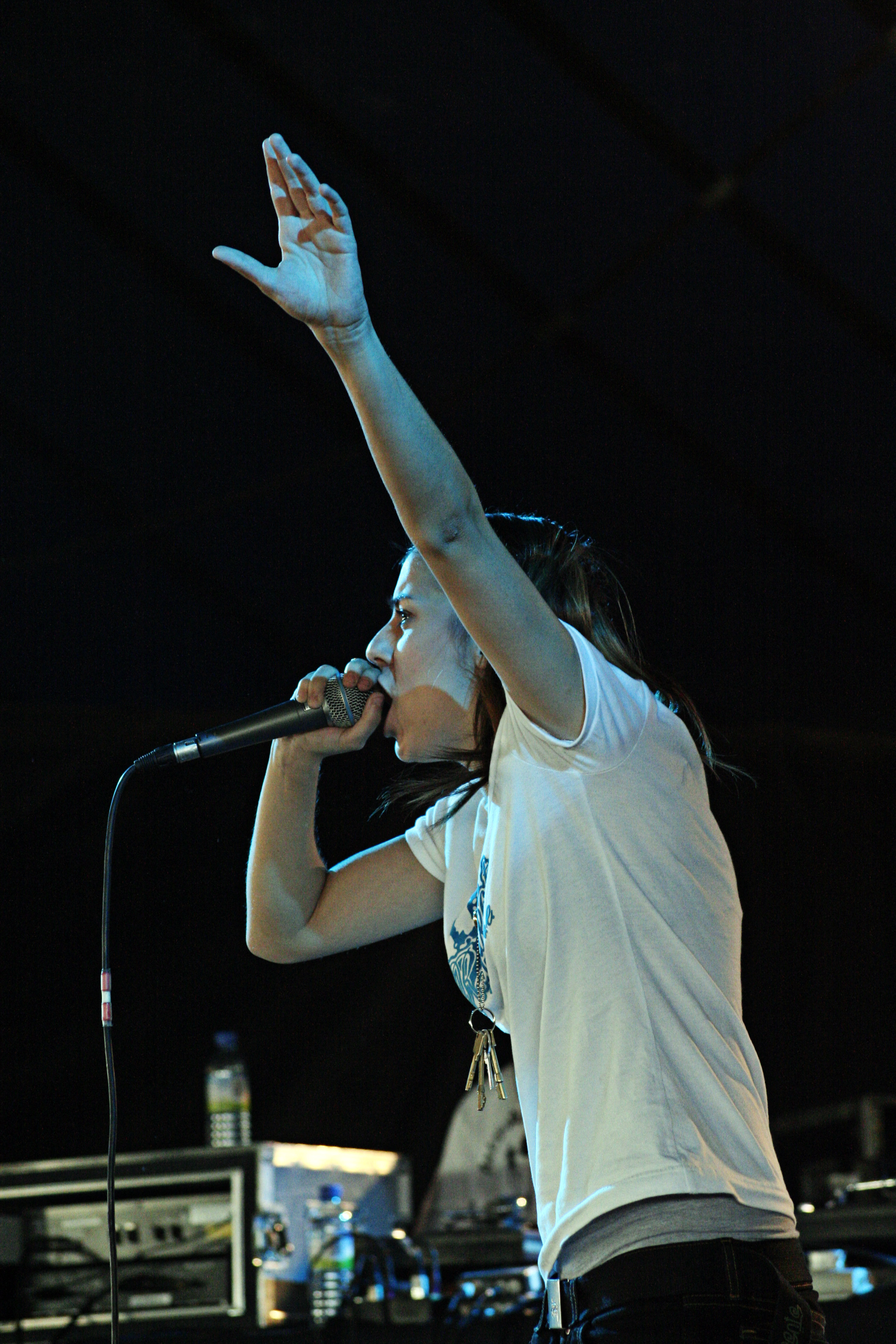
Певица на фестивале в Рединге в 2006 году

Выступая под именем Lady Sovereign, или просто Sov — прозвище, которое она придумала после кражи у её друга кольца-соверена. После того, как Луиза смогла убедить отца купить ей старый компьютер, и купив микрофон, она начала посещать интернет-чаты.
Также она загрузила несколько собственных песен и картинок на различные музыкальные сайты. Первоначально ей не сопутствовал успех. В интервью журналу Newsweek в 2006 году она рассказала, что в основном комментарии попадали в следующую линию: «Ты белая. Ты девушка. Ты британка. Ты дерьмо».
В это время Луизе удалось попасть в саундтрек образовательного фильма, а её демоверсии оказались у музыкального продюсера Medasyn. Lady Sovereign решила заключить контракт с Universal.
Её мама была больна опухолью головного мозга, и этим фактом пресса объясняла поведение Lady Sovereign. 14 марта 2010 года мать певицы умерла.

### Def Jam иPublic Warning
Lady Sovereign ограничилась в 2005 году встречей с американским хип-хоп исполнителем и CEO лейблов Def Jam Recordings и Roc-A-Fella Records Jay-Z. Совместно с Usher и L.A. Reid Jay-Z попросил певицу исполнить фристайл до заключения контракта с Def Jam. Lady Sovereign стала первым неамериканским исполнителем, подписавшимся на этот лейбл.
31 октября 2006 года состоялся релиз альбома Public Warning, а в период до и после выхода пластинки были выпущены синглы «Random», «9 to 5», «Hoodie» и «Love Me or Hate Me».

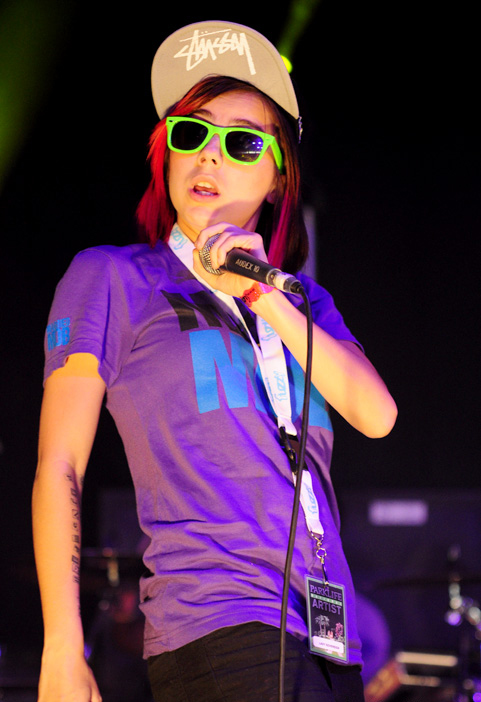
Певица в 2009 году

Американский тур певицы начался 23 октября 2006 года, и вскоре она появилась на вечернем шоу с Дэвидом Леттерманом, а кроме этого, она участвовала в турне других артистов — например, в туре 2007 года The Sweet Escape Tour.
17 октября 2006 года видео на песню «Love Me or Hate Me» стало первым для британских исполнителей, которое смогло достичь первого места в американской версии передачи MTV Total Request Live. «Love Me Or Hate Me» была выпущена в Великобритании 29 января 2007 года, а сама пластинка вышла 5 февраля.
Lady Sovereign записала кавер на песню группы The Sex Pistols «Pretty Vacant» для нового альбома The O.C. — Music From The O.C. Mix 6 «Covering Our Tracks».

### Jigsaw
В 2009 году Lady Sovereign выпустила свой второй альбом, а также отправилась в тур. После конфликта с Island Records, певица на своём сайте объявила о том, что релиз пластинки состоится на независимом лейбле «Midget Records», а датой её выхода в США и Великобритании станет 7 апреля 2009 года. 8 декабря Lady Sovereign объявила название своего альбома (Jigsaw) и точную дату выхода — 6 апреля 2009 года. Также она выпустила бесплатный сингл «I Got You Dancing», сделав его доступным на своей странице в MySpace и сайте.

## Личная жизнь
Lady Sovereign признала себя лесбиянкой в интервью журналу Diva в мае 2010 года, став первым рэпером ЛГБТ. Lady Sovereign не выпускала музыку с 2009 года. Она намекала на проблемы со здоровьем, которые остановили её карьеру, но так и не пояснила точную болезнь. В 2022 году Lady Sovereign подтвердила, что у нее диагностировано редкое расстройство — синдром циклической рвоты.

## Дискография

### Альбомы
| Год  | Альбом         | Великобритания | США | Канада |
| ---- | -------------- | -------------- | --- | ------ |
| 2006 | Public Warning | 80             | 48  |        |
| 2009 | Jigsaw         | —              | —   | —      |

### Миньоны
| Год  | Название              |
| ---- | --------------------- |
| 2006 | Vertically Challenged |
| 2006 | Blah Blah             |
| 2007 | Those Were the Days   |

### Синглы

#### Полные синглы
| Год  | Название                            | Позиция в чарте | Позиция в чарте | Позиция в чарте | Позиция в чарте | Альбом                                  |
| Год  | Название                            | Великобритания  | США             | Австралия       | Ирландия        | Альбом                                  |
| ---- | ----------------------------------- | --------------- | --------------- | --------------- | --------------- | --------------------------------------- |
| 2005 | «Random»                            | 73              | —               | —               | —               | Vertically Challenged EP Public Warning |
| 2005 | «9 to 5»                            | 33              | —               | —               | —               | Public Warning                          |
| 2005 | «Hoodie»                            | 44              | —               | —               | —               | Public Warning                          |
| 2006 | «Nine2Five» (vs. The Ordinary Boys) | 6               | —               | —               | 25              | —                                       |
| 2006 | «Love Me or Hate Me»                | 26              | 45              | 48              | —               | Public Warning                          |
| 2007 | «Those Were the Days»               | 88              | —               | —               | —               | Public Warning                          |
| 2008 | «I Got You Dancing»                 | —               | —               | —               | —               | Jigsaw                                  |
| 2009 | «So Human»                          | 38              | —               | 36              | —               | Jigsaw                                  |

#### Промосинглы
| Год  | Название                                             |
| ---- | ---------------------------------------------------- |
| 2004 | «The Battle» (Featuring Frost P, Shystie & Zuz Rock) |
| 2004 | «Ch Ching (Cheque 1 2)»                              |
| 2005 | «A Little Bit of Shhh»                               |
| 2006 | «Blah Blah» (featuring Kalie Burgess)                |